# Baden, Aargau

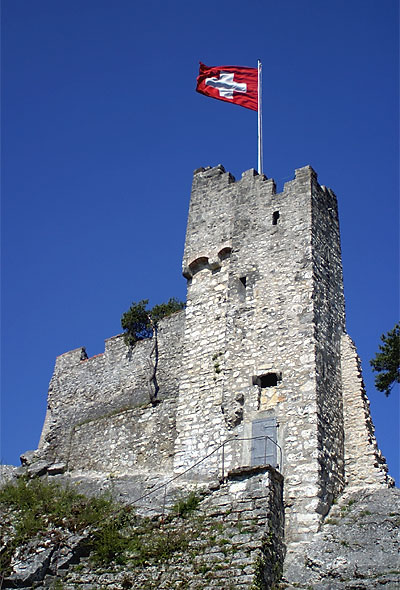
Ruin i Baden.

Baden (även kallad: Baden bei Zürich eller Baden im Aargau) är en stad och kommun i distriktet Baden i kantonen Aargau i Schweiz. Kommunen har 19 634 invånare (2021). Baden är huvudort i distriktet med samma namn.
I kommunen finns förutom staden Baden även orterna Dättwil (cirka 3 000 invånare och Rütihof (cirka 2 700 invånare). Rütihof utgör en exklav cirka 2 kilometer från kommungränsen.
Baden är främst känt för sina varma källor, som utnyttjades redan av romarna, som gav staden namnet Aquae Helveticae. Freden i Baden den 7 september 1714 avslutade Spanska tronföljdskrigets stridigheter mellan Österrike och Spanien.
Staden har senare varit känd för sin vinodling, bomullsindustri och elektrotekniska industri. Brown Boveri, som senare slogs ihop med svenska Asea och blev ABB, grundades här 1891. Numera har ABB såväl som franska Alstom avdelningar i staden och är betydande arbetsgivare.
Bland äldre byggnader märks slottet och rådhuset från medeltiden. Staden ligger vid floden Limmat.
En majoritet (84,6 %) av invånarna är tyskspråkiga (2014). En italienskspråkig minoritet på 2,6 % lever i kommunen. 36,4 % är katoliker, 21,6 % är reformert kristna och 42,0 % tillhör en annan trosinriktning eller saknar en religiös tillhörighet (2014).